# Muelle Siervas de Jesús
El Muelle Siervas de Jesús (en euskera Jesusen Zerbitzarien kaia) es un muelle ubicado en el barrio de San Francisco en el municipio de Bilbao, Territorio histórico de Vizcaya. Anteriormente fue conocido como muelle de La Naja.

## Ubicación
El muelle comprende el espacio entre el puente de la Merced y el puente del Arenal, y conecta en uno de sus extremos con la calle Naja, mientras que por el otro lo hacía con el puente del Arenal a través de las escaleras de la antigua estación de Bilbao-La Naja hasta la clausura de la estación.

## Denominación del muelle
El actual nombre del muelle es relativamente reciente, y le viene dado por la cercanía con el convento de las Siervas de Jesús, decisión tomada por decreto de la alcaldía de Bilbao de 24 de septiembre de 1992,aunque durante más de un siglo, concretamente desde el mes de mayo de 1879, su denominación oficial fue muelle de La Naja. 

## Urbanización

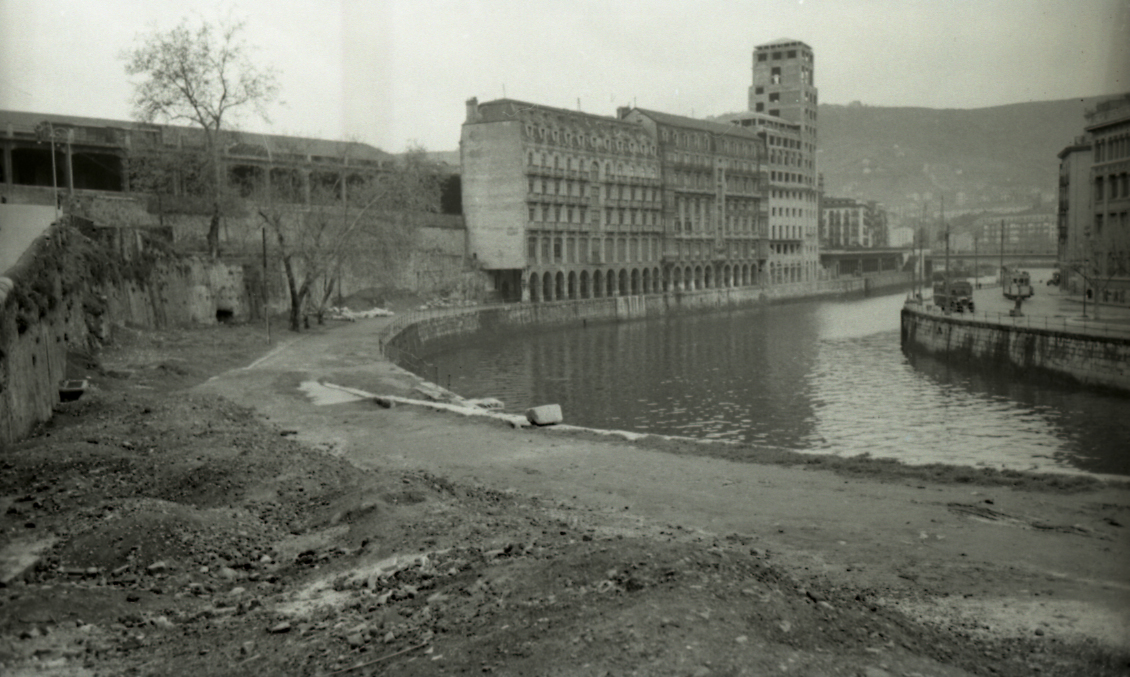
Muelle con edificios en construcción en la calle Bailén.

Tras la expropiación en 1858 del convento de la Concepción para la construcción de la estación del ferrocarril de Bilbao-Tudelacomenzó la urbanización de la parte superior del muelle y la construcción de edificios en la actual calle Bailén, que posteriormente construirán arcos sobre el propio muelle dándole su configuración actual. Bajo estos arcos, y durante años, se organizaba el rastro de Bilbao hasta el cierre de la zona. En la actualidad el muelle solo tiene acceso a una mínima parte de su extensión. No existe paso libre por el muelle entre los dos puentes desde el cierre de la estación de La Naja en marzo de 1999 y posteriormente el cierre y vallado de los arcos en diciembre del mismo año. 

## Historia

### Paraje de La Naja
La zona adquirió esta denominación por estar allí localizada la casa de Martín Sáez de Lanaja. En esta histórica mansión fue donde el 10 de agosto de 1526, ante el Corregidor del Señorío de Vizcaya Pedro Girón de Loaysa, dieron comienzo a la redacción del texto del nuevo Fuero de Vizcaya. El 7 de junio de 1527 fue presentado por Íñigo Urtiz de Ibargüen y Pedro de Baraya y confirmado en Valladolid por el rey Carlos I. En conmemoración de este hecho, bajo uno de los dos escudos que había en la fachada, uno perteneciente a los linajes de Arana y Allende-Salazar y el otro a los Mascarúa, se colocó la siguiente inscripción:

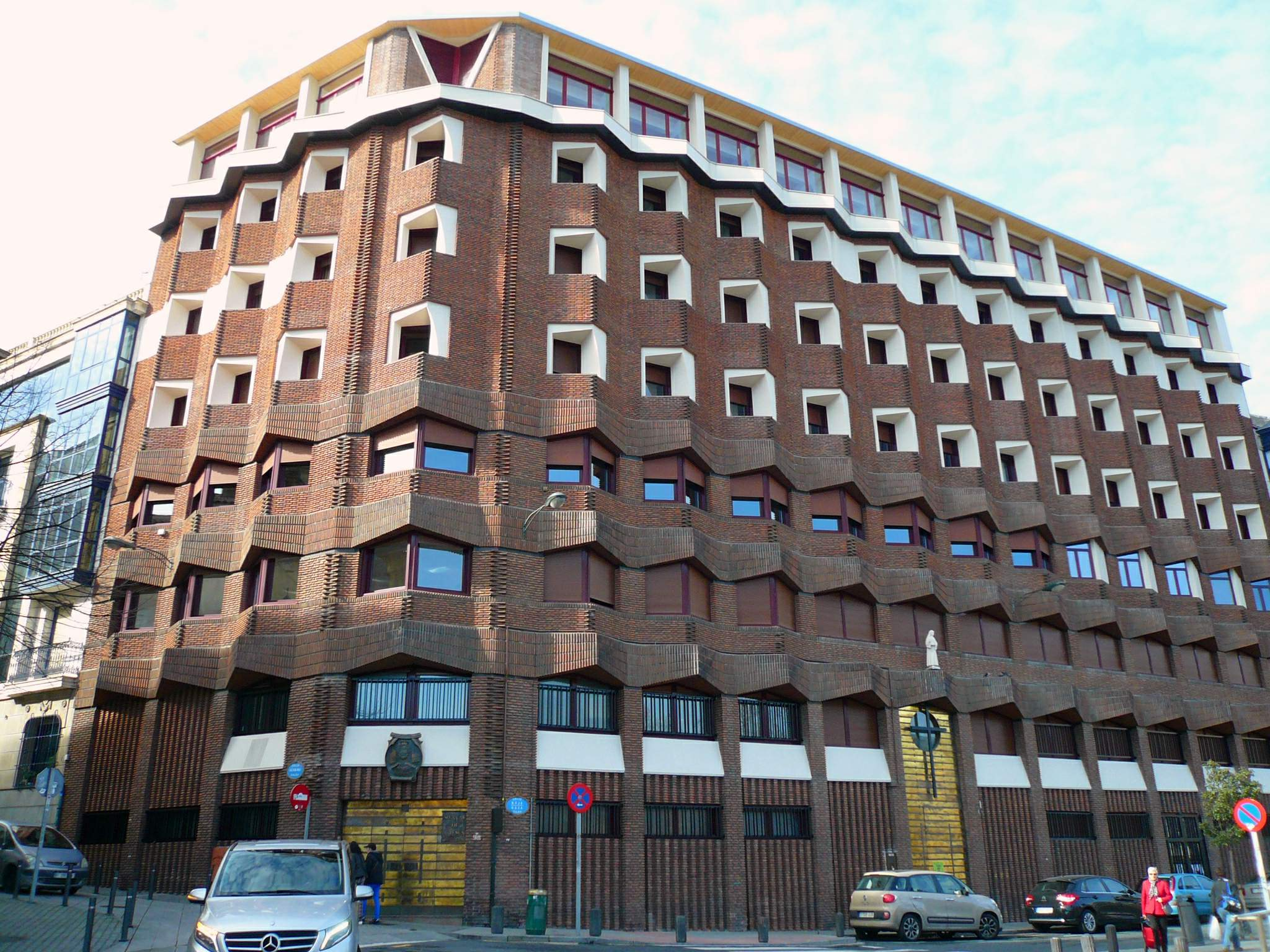
Convento de las Siervas de Jesús

«Casa de Martín Sáez de Lanaja donde se reformó el Fuero de Vizcaya, año 1526».

### Convento Siervas de Jesús
La congregación de las Siervas de Jesús de la Caridad, es una orden religiosa dedicada al cuidado de las personas enfermas que fue fundada en Bilbao en 1871. En 1878 sus miembros se alojaron en una casa situada en La Naja, lugar que se convirtió en su Casa Madre. En 1892 se encomendaron las obras de una nueva residencia a Joaquín Rucoba, concluyendo en 1894. El actual edificio, proyectado por los hermanos Galdós, fue inaugurado en octubre de 1977.

## Construcción de los muelles
Hay poca información sobre la construcción de los muelles de la margen izquierda del Ibaizábal, de en qué momento pasan de ser simples varaderos a muelles propiamente dichos. Sabemos que en 1818 se trazan y ejecutan los tramos de muelles necesarios para la conexión de Bilbao con la Anteiglesia de Abando por medio del puente de barcas. Se proyectan obras también en el muelle de La Naja en los diferentes proyectos de corte de la ría de Echanove en 1844,que no se llevó a cabo, y en el de Peironcely, que se aprobó en 1857 pero quedó paralizado, pero no es hasta las obras de Recorte de la ria de 1860-1869, en su tercera sección, que se interviene en 246,5 m desde el puente colgante de San Francisco hasta un punto frente a la calle Santa María del casco viejo de Bilbao. Dichas obras fueron entregadas en 1870. 

## Paso de la ría
El hasta hace poco tiempo conocido como muelle de La Naja ha tenido una larga historia también como zona de paso de la ría:

### Primer y segundo puentes flotantes
Después de que entre el 5 y el 6 de enero de 1813 los franceses quemasen el puente de madera de San Francisco en su retirada de Bilbao, solo quedó en uso el puente de San Anton. Ante esta situación, las autoridades decidieron construir un puente flotante provisional que se mandó ejecutar el 4 de octubre de ese mismo año entre la calle Santa María y La Naja, en el mismo punto en donde anteriormente los franceses habían construido uno para conectar con el convento de la Concepción, que usaron como hospital de guerra, del que hay pocos datos y que presumiblemente también eliminaron en su retirada. Este segundo puente duró hasta 1814.

### Tercer puente flotante
Al tiempo que se construye el provisional también se encarga proyectar un puente de madera, pero el primer proyecto de Juan Bautista Belauzaran se archiva. En 1817 se obtiene permiso y el proyecto se le encarga a Carlos María Abajo, ingeniero del Cuerpo de Hidráulicos de la Armada. En 1818 se trazan y ejecutan los tramos de muelles precisos para su conexión, en las dos márgenes, camino de La Naja, con proyecto de obra del arquitecto Agustín Humaran. Este puente se lo llevan las inundaciones del 23 de agosto de 1820.

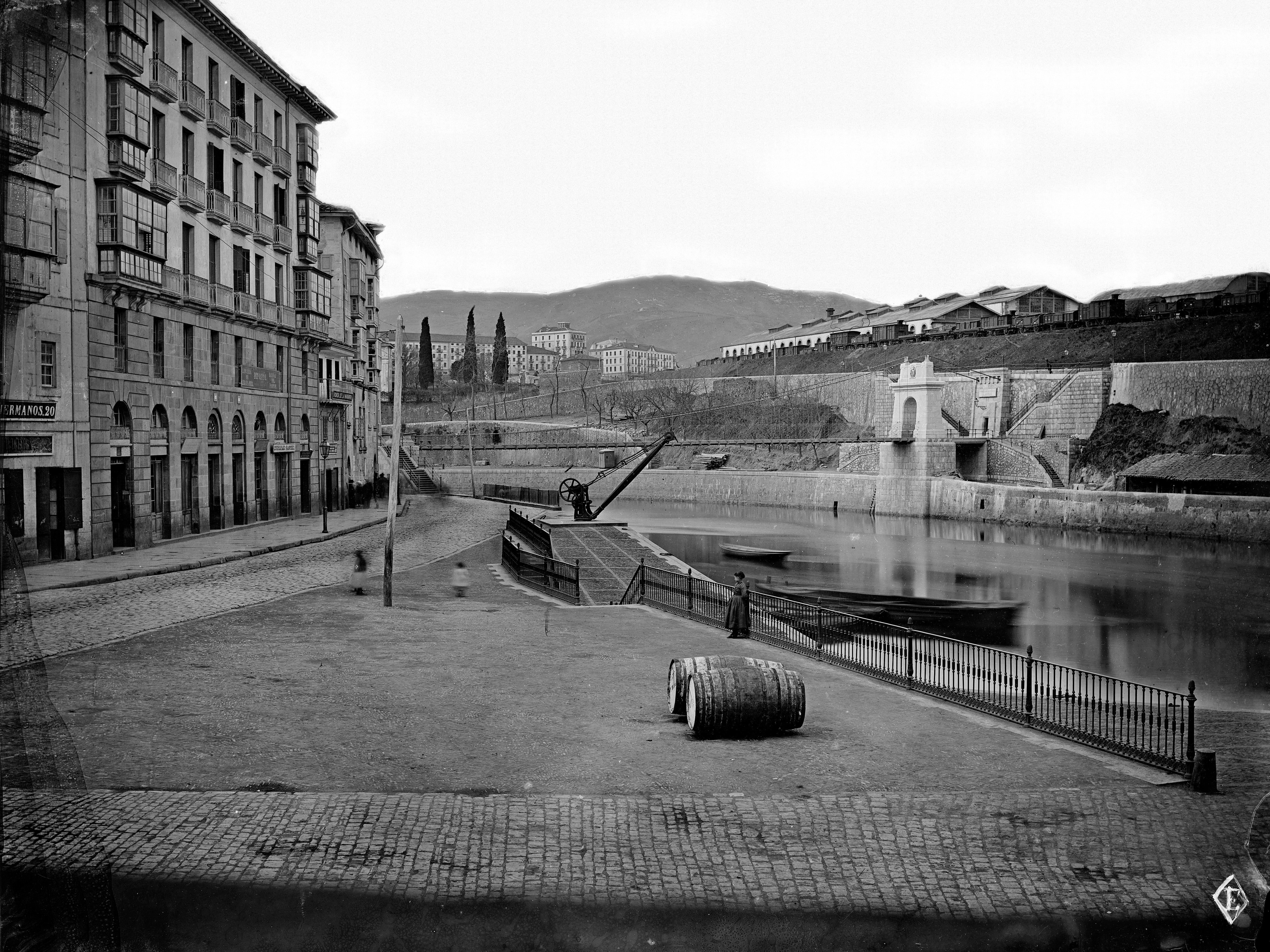
Puente de los Fueros y muelle de La Naja. 1870

### Puente de los Fueros
La Anteiglesia de Abando contó con su primer y único puente de conexión con Bilbao en La Naja, tras encargar un proyecto  de puente colgante a Sabino de Goicoechea, hijo del autor del primer puente colgante de San Francisco, con el apoyo de la Diputación de Vizcaya. El proyecto se le remitió a Bilbao en 1868, que se opuso, lo cual no impidió su construcción en 1869. Duro 5 años,hasta que el 20 de marzo de 1874 una bomba carlista en pleno sitio de Bilbao afectó a un cable y el tablero queda colgando.A día de hoy solo ha sobrevivido uno de sus estribos que es visible frente a la calle Santa María.

## Estación de Bilbao-La Naja
El muelle de La Naja contó en uno de sus extremos, el que conectaba con el puente del Arenal, con una estación de tren a la que se accedía también por el muelle. La concesión para la construcción del ferrocarril de Bilbao a Portugalete fue otorgada, el 15 de junio de 1881, al empresario vizcaíno Federico Solaegui, socio en Hulleras de Turón del ingeniero Pablo de Alzola Minondo que fue el autor del proyecto de la estación de cabecera. La inauguración de la línea se realizó en dos fases, la primera entre Bilbao y Baracaldo el 19 de marzo de 1888, mientras que la sección final hasta Portugalete lo fue el 24 de septiembre del mismo año. En 1926 se inauguró la prolongación de la línea desde Portugalete hasta Santurce.

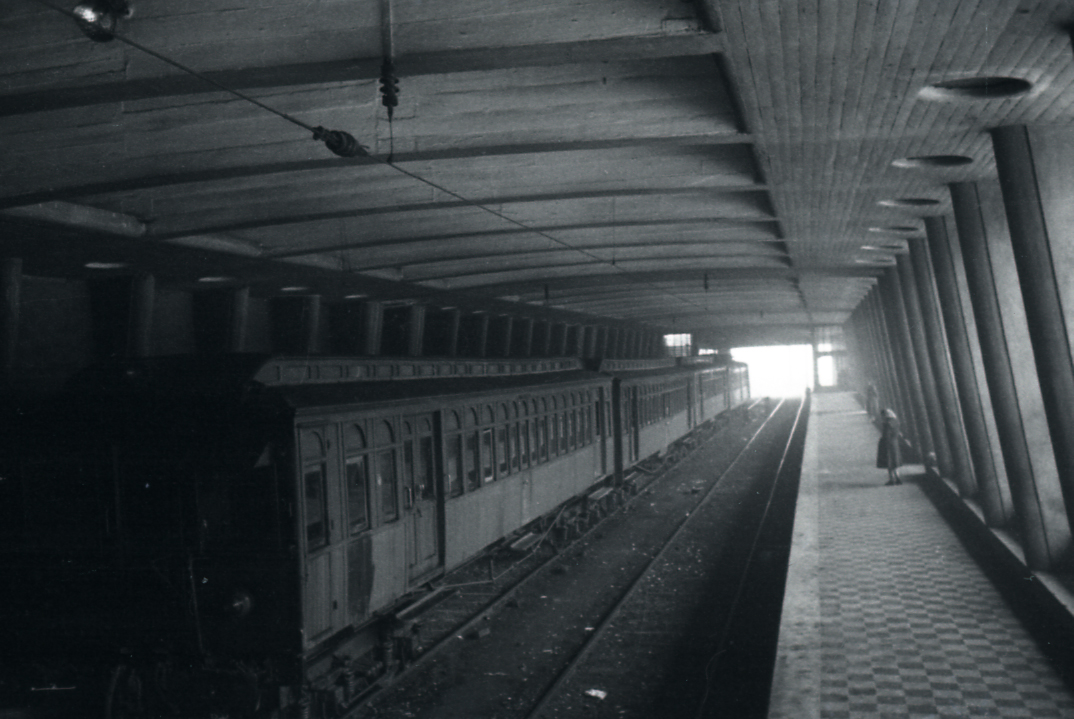
Interior de la estación de La Naja

El edificio de Pablo Alzola, fue denominado popularmente como la pajarera o la capilla debido a la torrecilla que presidía el tejado de una construcción de corte modernista. El edificio quedó muy afectado por la voladura del puente del Arenal en la retirada antes de la caída de Bilbao en manos de las tropas franquistas en 1937. Fue demolido ese mismo año y la estación se construyó en subterráneo. En 1941 fue incautado oficialmente por el Estado e integrado en Renfe y el 3 de marzo de 1999 se cerró, pasando la línea a la estación de Bilbao-Abando. Desde entonces, y a pesar de haberse barajado diferentes proyectos que han ido siendo descartados, la estación permanece vaciá a la espera de que se les dé un uso a sus instalaciones.